# Ecologización
La ecologización es el proceso de transformar entornos y también conjuntos físicos —como un espacio, un estilo de vida o una imagen de marca— en una versión más respetuosa con el medio ambiente (es decir, más ecológica). La ecologización de un conjunto generalmente implica sustituir uno o más de sus elementos por otros que consuman menos energía o generen menos residuos.

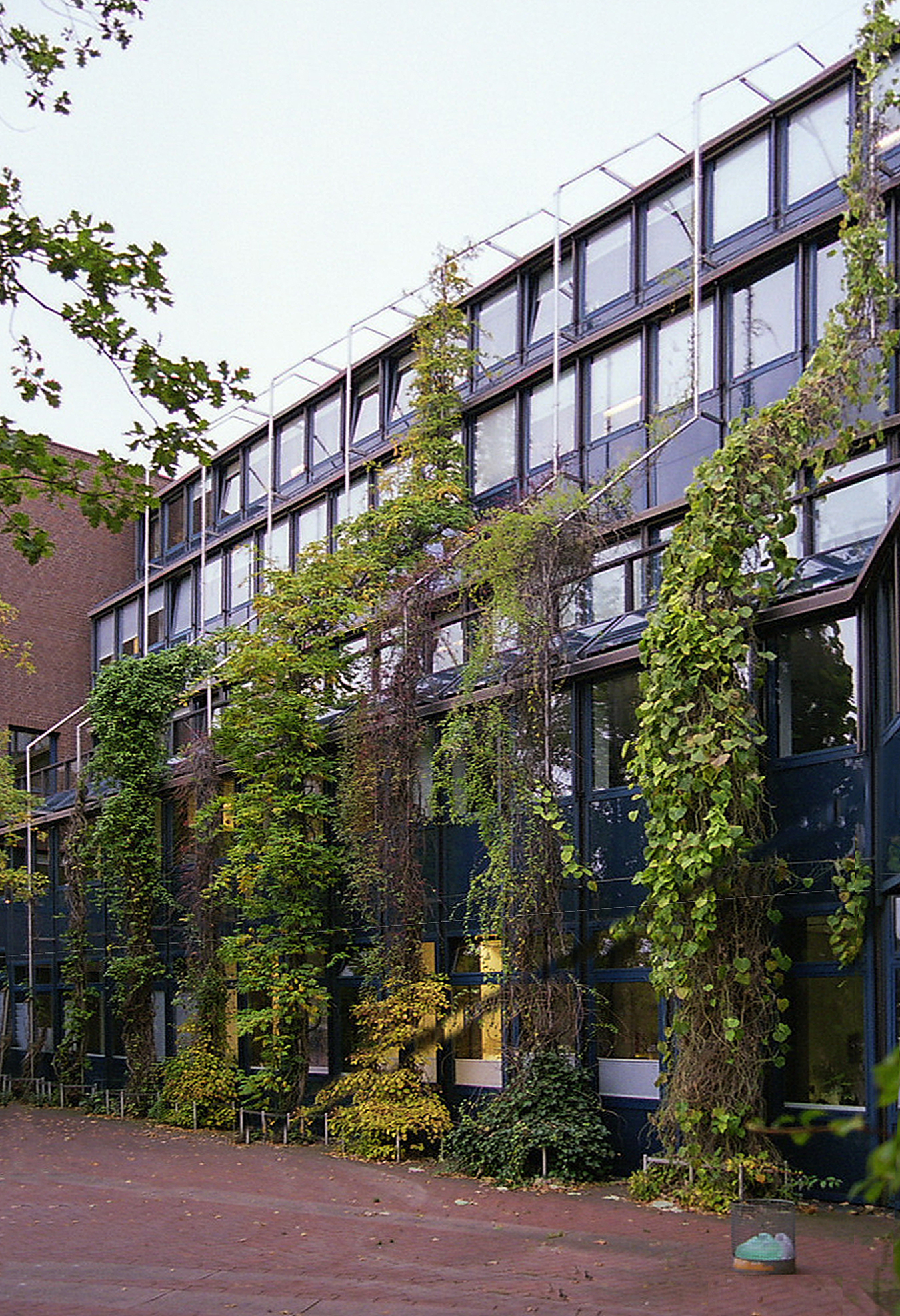
Ecologización de una fachada con varias plantas trepadoras que ascienden por guías

En inglés el concepto se expresa con el sustantivo greening, del adjetivo green, verde. En español existen desde hace muchos años los verbos verdear (tirar a verde, cubrirse de hojas), del que deriva el sustantivo verdeo (recolección de aceitunas inmaduras; verdeamiento no está recogido por la RAE), y reverdecer (cobrar nuevo verdor), del que deriva el sustantivo reverdecimiento, usado generalmente en sentido metafórico. También existe enverdecer, que se emplea en sentido más prácticoː plantar vegetación en entornos áridos. Ecologizar está admitido por la RAE.
Ecologización es también un término general para la selección y plantación adecuada de plantas sobre, dentro o al lado de edificios y parques. El objetivo de la ecologización suele ser combinar los beneficios ambientales y la mejora de la apariencia visual —por ejemplo, una pared verde o un tejado verde— así como la creación de espacios verdes. Por lo general, esto requiere medidas técnicas, como movimiento de tierras o guías para plantas trepadoras. Además, suelen ser necesarios cuidado y riego para mantener el entorno verde. Si se emplean plantas adaptadas a las condiciones de humedad o sequía del entorno, puede no necesitarse riego adicional. 
En algunas áreas existen requisitos normativos para la planificación y ejecución de la ecologización, por ejemplo, la ecologización de los bordes de las carreteras. En bioingeniería de suelos, pueden ser necesarias plantas con funciones técnicas (por ejemplo, absorción de contaminantes o fijación de nitrógeno).
Se distinguen de la ecologización actividades como el recultivo de montones, las plantaciones como parte de una medida compensatoria o, en silvicultura, la plantación de árboles jóvenes para sustituir a los que se han talado. En la jerga profesional, la siembra de plantas agrícolas se conoce como cultivo. 
En inglés se emplea el concepto greening the desert. Se traduce de varias manerasː ecologización del desierto (aunque el desierto natural es tan ecológico como la selva; otra cosa es que la acción humana cause desertificación, lo que sí se debe intentar revertir), reverdecimiento del desierto y también enverdecimiento del desierto. Reverdecer los desiertos es una tarea particularmente difícil. Si es sostenible, resulta la medida más eficaz para el desarrollo económico de las zonas áridas, disminuye el calentamiento mundial y mejora el clima local. Israel, con su empeño por reverdecer el desierto del Néguev ha sido durante mucho tiempo pionero en este campo (ver Bosque de Yatir). Un proyecto entre 1991 y 2011 y apoyado, entre otros, por los bosques de los estados alemanes proporcionó 450.000 árboles para la ciudad desértica de Beerseba. 
Otros importantes proyectos de reverdecimiento de desiertos son la Gran muralla verde (China), cuyo objetivo es reducir la creciente devastación de regiones enteras en el norte y el oeste de la República Popular China, y la Gran muralla verde (África), que pretende detener el avance del Sahara.

## Cualidades verdes
Las cualidades de un entorno ecologizado respecto a su situación previa incluyen, entre otras:
- toxicidad reducida
- reutilización
- eficiencia energética
- embalaje y etiquetado responsables
- contenido reciclado
- diseño inteligente (no confundir con el diseño inteligente como teoría alternativa a la evolución de las especies)
- técnicas de fabricación responsables
- reducción de riesgos ambientales para las personas
- alivio del efecto isla de calor

## Evaluación
Empresas respetuosas con el medio ambiente han desarrollado, entre otras medidas, políticas de aprobación de los productos que venden para permitir a los consumidores calificar cada producto según los criterios anteriores u otros. Un ejemplo es la etiqueta energética.

## Greenshoring
El concepto de greenshoring «sustitución de suministradores con elevadas emisiones de gases de efecto invernadero o usos menos sostenibles de los recursos por proveedores con menores emisiones y mejor desempeño ambiental» puede encuadrarse dentro de la ecologización (cambiar algo para hacerlo más respetuoso con el medio ambiente). Se podría traducir por "ecologización de proveedores". Deriva de offshoring (deslocalización, subcontratación internacional o externalización), sustituyendo off por green. Otro neologismo de análoga formación es nearshoring.

## Beneficios para la salud de la ecologización
Se ha demostrado que los entornos ecologizados logran grandes beneficios para la salud de las personas de todas las edades si se los compara con los no ecologizados. La ecologización puede aliviar los factores estresantes de un entorno urbano, brindando más oportunidades para experimentar tranquilidad, reducir el ruido e inducir efectos refrescantes. Mejora tanto la salud física como la mental, y puede conducir a una mayor conciencia ambiental. La ecologización incluye la restauración del hábitat, la plantación de árboles, la jardinería y la devolución a su estado natural de zonas urbanizadas. Esto se conoce en inglés estadounidense como naturalisation. Por ejemplo, para hacer un aparcamiento se allana la tierra y se pone asfalto. Naturalizar esa zona implica retirar el asfalto y plantar vegetación igual a la circundante. Hay que tener cuidado con la palabra naturalización, que existe en español, porque normalmente se emplea con los significados 1, 2, 4 y 5 de "dar la nacionalidad del país a una persona extranjera", y si bien tiene un significado biológico (3), «hacer que una especie animal o vegetal adquiera las condiciones necesarias para vivir y perpetuarse en un entorno distinto de aquel de donde procede», es poco conocido y distinto al de "devolver zonas urbanizadas a su estado natural". 

### Beneficios para la salud de la ecologización en las escuelas
Muchas investigaciones sobre los efectos de la ecologización en los países desarrollados se han centrado en la infancia, porque la criada en entornos urbanos (muy mayoritarios en estos países) tiene un acceso cada vez más limitado a los espacios verdes y la naturaleza. En áreas urbanas, los padres o tutores pueden preferir jugar en el interior o al aire libre según la percepción de seguridad y las preocupaciones. Por ejemplo, es más probable que las familias que viven más lejos de los espacios verdes presionen para realizar actividades en interiores debido a la proximidad a carreteras transitadas o zonas de obras. De media, los niños estadounidenses pasan alrededor de 1000 horas al año en la escuela. Por lo tanto, las escuelas son una excelente herramienta para las iniciativas de ecologización que involucran a los niños en los espacios urbanos.

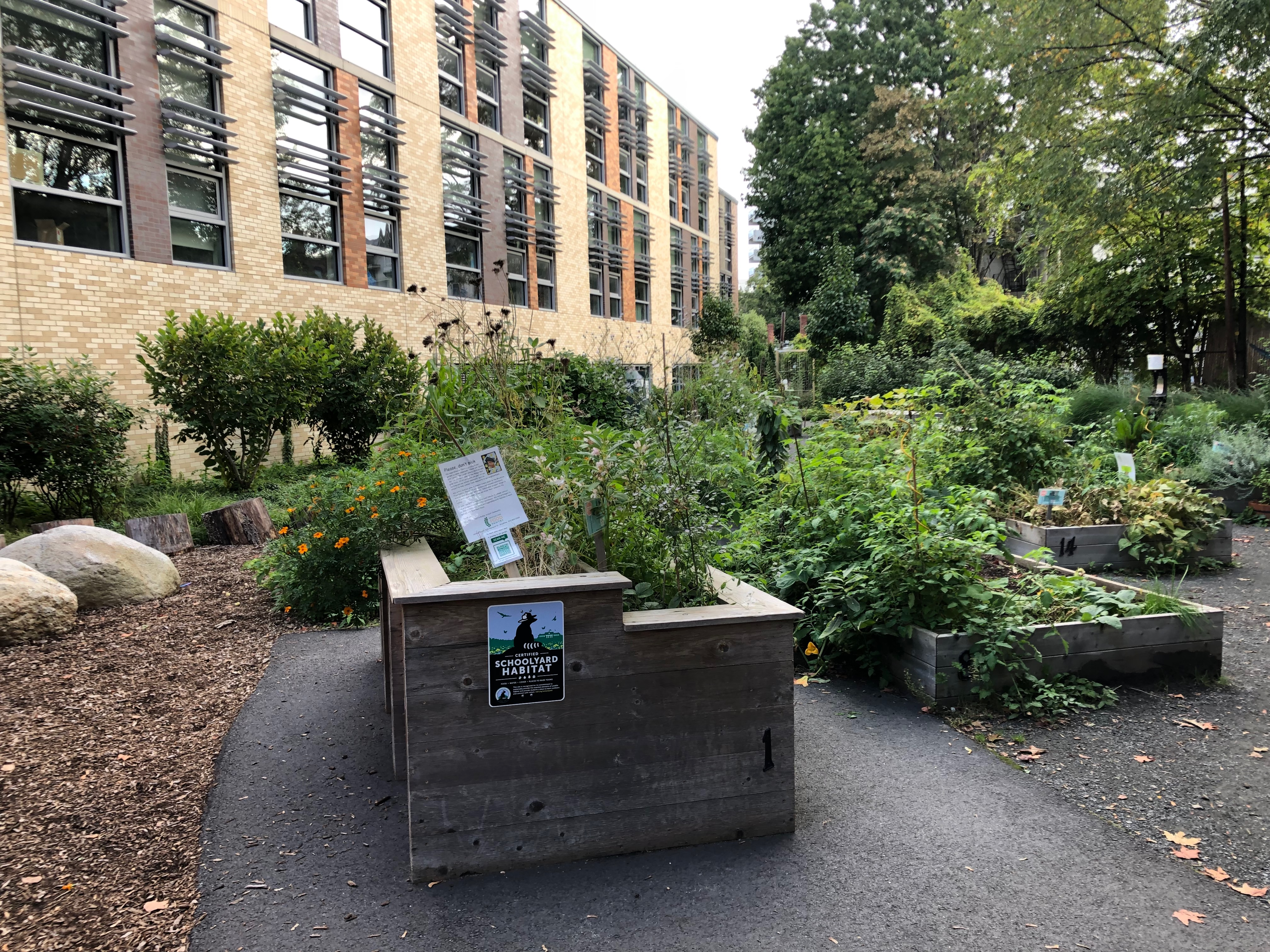
El jardín de la escuela Florida Riffin Ridley (Brookline, MA).

Los esfuerzos de restauración del hábitat, jardinería y devolución al estado natural en las escuelas brindan a los niños la oportunidad de conectarse con la naturaleza. En un estudio realizado en Finlandia, los investigadores descubrieron que agregar verde al patio de la escuela aumentaba el gusto por las actividades al aire libre, así como la creatividad y la espontaneidad en niños de 3 a 5 años. En Barcelona, España, las iniciativas de ecologización escolar brindaron más oportunidades para que los niños pasaran tiempo al aire libre y redujeron las desigualdades en el acceso residencial.
En los esfuerzos para limitar los contagios de covid-19 (más probables en entornos cerrados) y el contacto entre personas, los patios escolares se han convertido en una herramienta aún más importante para promover el aprendizaje y la educación social. Los beneficios de las iniciativas ecológicas incluyen el ahorro de aire acondicionado (debido a que las plantas refrescan el ambiente), la mejora del medio ambiente, la provisión de un espacio educativo saludable y más oportunidades de aprendizaje. La ecologización puede ayudar a aliviar los factores estresantes asociados con los entornos urbanos y beneficiar la salud mental y física de los niños.

#### Reverdecer los patios de las escuelas
Las escuelas aumentan el espacio verde total agregando oasis verdes en los patios y reemplazando el pavimento con vegetación. En París, las escuelas han adoptado esta intervención como un programa para refrescarlas. El Departamento de Administración del Agua de Chicago y el Distrito Metropolitano de Recuperación de Agua del Gran Chicago llevaron a cabo una iniciativa ecológica llamada The Space to Grow (El espacio para cultivar). Aunque el propósito de esta iniciativa era controlar las inundaciones y las aguas pluviales, las escuelas reemplazaron con éxito el asfalto con espacios verdes gracias a la generosa financiación del programa por parte de la ciudad.

#### Tejados verdes
Instalar techos verdes (también conocidos, más apropiadamente, como tejados verdes) en las escuelas es una forma alternativa de aumentar el acceso de los niños a los espacios verdes, especialmente en las zonas urbanas. Estados Unidos actualmente está presenciando esfuerzos de figuras políticas para aumentar la conciencia y la financiación de la ecologización. Por ejemplo, la representante demócrata por Nueva York Nydia M, Velázquez presentó un proyecto de ley que asignaría 500 millones de dólares estadounidenses ($) de fondos federales para planificar, instalar y mantener tejados verdes en las escuelas públicas de la ciudad de Nueva York. Sería supervisado por el Departamento de Energía de los Estados Unidos a través de un programa de subvenciones.

#### Jardines
Plantar un jardín donde antes había tierra yerma, cemento o asfalto es una forma de ecologizar, tanto si lo cultivado es puramente ornamental, o se trata de plantas comestibles o flores que se pretendan vender. Por ejemplo, en Brookline, Massachusetts (Estados Unidos), la Florida Riffin Ridley School tiene una huerta que es mantenida por maestros, estudiantes y padres. Una intervención en forma de jardín puede influir positivamente en las preferencias alimentarias de los niños, aumentar la ingesta de frutas y verduras, e incrementar la actividad física.

### Oficinas verdes
Se pueden agregar plantas a las oficinas y espacios de trabajo para ayudar a que las personas se centren, reducir los niveles de estrés, aumentar la creatividad, mejorar la calidad del aire y brindar atractivo estético.